# Мена (река)
Ме́на (укр. Мена) — правый приток Десны, протекающий по Менскому, Корюковскому и Сновскому районам (Черниговская область).

## Название
Название происходит от балтского men~kas («мелкий, слабый»).
Корень мен- в названии Мена возводят к индоевропейской праформе *moi-n- / *mei-n- / *min- / *mei- со значением «проходить мимо, идти» либо к индоевропейской основе *men- в значении «малый» (точную языковую принадлежность корня определить невозможно).

## География
Длина — 56 или 61 км, средняя глубина — 1,5-2 метра. Наибольшая глубина — 5 метров. Ширина — 5-10 метров. Площадь бассейна 775 км².
Берёт начало в селе Щокоть Сновского района. Протекает с севера на юг по территории Корюковского и Менского районов Черниговской области. На реке расположен административный центр Менского района — город Мена.
Впадает в Десну. Притоки реки: левые — Луковец, Короска, Сивуха, Удидка, Сидоровка, Стрекоза, Остреч, правые — Сперша, Иржавец, Дягова, Конотоп.

## Фауна
Рыбы, которые водятся: красноперка, плотва, окунь, карась, линь, щука, пескарь, горчак, удидка, в небольшом количестве сазан, густера, язь, уклейка, жерех, ерш, ротан.
Млекопитающие: чёрная крыса и серая крыса, ондатра, в небольшом количестве — бобр, выхухоль, норка, выдра.
Птицы: серая цапля, выпь, бекас, дупель, вальдшнеп, кроншнеп, курочка, деркач, кулик болотный, дикие утки, аисты.
Земноводные: уж обыкновенный и водяной, лягушка прудовая, акклиматизирован питон дальневосточный.

## Судоходство
Река имеет искусственное регулирование с помощью 7 шлюзов. До 1960-х годов была судоходной. Из пристани в Мене существовало регулярное водное сообщение с Черниговом. В 18-19 веках река была важным судоходным путём и имела ширину 25-50 м и среднюю глубину 8-14 м.